# Groupement d'intérêt scientifique Marsouin
Pour les articles homonymes, voir marsouin (homonymie).
Le groupement d'intérêt scientifique Marsouin, souvent abrégé en Marsouin, est le môle armoricain de recherche sur la société de l’information et les usages d’internet. Il fut créé en 2002 à l’initiative du Conseil Régional de Bretagne. Pour étudier les usages des technologies de l'information et de la communication, il regroupe les équipes de recherche en sciences humaines et sociales des quatre universités bretonnes et de trois grandes écoles, soit 19 laboratoires, qui travaillent sur les usages numériques. Trois laboratoires ligériens sont également associés au réseau. Marsouin totalise environ 200 chercheurs en sciences sociales de l’Ouest. Il est financé principalement par le conseil régional de Bretagne. Il publie régulièrement un panorama des usages du numérique en Bretagne, en co-édition avec le conseil régional de Bretagne.

## Membres
Le GIS Marsouin est porté par IMT Atlantique (anciennement Télécom Bretagne). 
Il comprend des équipes de recherche des établissements d'enseignement suivants :
- Universités :
  - Université de Brest
  - Université de Bretagne-Sud
  - Université de Rennes I
  - Université Rennes 2

- Grandes écoles :
  - École nationale de la statistique et de l'analyse de l'information
  - Institut d'études politiques de Rennes
  - IMT Atlantique

### Équipes de recherche
- Aménagement des Usages des Ressources et des Espaces marins et littoraux (UMR AMURE)
- Arènes (ex-CRAPE - UMR 6051)
- Arts : pratiques et poétiques (APP - EA 3208)
- Centre François Viète d'épistémologie et d'histoire des sciences et des techniques (UR 1161)
- Centre de recherche en économie et management (CREM - UMR 6211)
- Centre de recherche en économie et statistique (CREST)
- Centre de Recherche en Education de Nantes (CREN)
- Centre de recherche sur l’éducation, l'apprentissage et la didactique (CREAD - EA 3875)
- Centre de recherches en psychologie, cognition et communication (LP3C - EA 1285)
- Espaces et sociétés (ESO-Rennes - UMR 6590)
- Groupe de Recherche ANgevin en Économie et Management (GRANEM)
- Institut de géoarchitecture (EA 2219)
- Laboratoire d’Économie et de Gestion de l’Ouest (LEGO - EA 2652)
- Laboratoire d'Informatique en image et systèmes d'information (LIRIS ex-CIAPHS - UMR 5205)
- Institut de l'ouest : droit et Europe (IODE - UMR 6262)
- Laboratoire d’Économie et de Management de Nantes-Atlantique (LEMNA)
- Laboratoire d'études et de recherche en sociologie (LABERS - EA 3149)
- Logique des usages, sciences sociales et sciences de l'information (LUSSI)
- Pôle de REcherche Francophonies, Interculturel, Communication, Sociolinguistique (PREFICS)

## Axes de recherche
La feuille de route du groupement d'intérêt scientifique Marsouin pour la période 2024-2027 s’articule autour de 2 grands axes (Innover dans les collectes de données et les méthodologies et Fédérer, animer et dynamiser la recherche autour du numérique en Bretagne) pour éclairer 4 enjeux autour des transitions numériques, écologiques et sociales majeures liées aux usages des technologies de l'information et de la communication[réf. souhaitée] :
- Les enjeux de l’inclusion numérique

- Les enjeux du numérique durable et responsable

- Les enjeux de l’intelligence artificielle

- Les enjeux de sécurité numérique

En 2011 et 2015, le groupement d'intérêt scientifique Marsouin a enquêté sur le wikipédia francophone. La première enquête était centrée sur les contributeurs de l'encyclopédie tandis que la seconde s'intéresse à ses lecteurs. En 2023, une équipe de chercheurs appartenant à des centres de recherche publics (IMT Atlantique, Université de Bretagne occidentale, Université de Rouen et Université d'Avignon) mène une enquête sur les usages de tous les lecteurs et contributeurs de Wikipedia. Les données de l'enquête ont été publiées fin 2023.